# Episodi di Guardiani della Galassia (seconda stagione)
| n° (assoluto)                              | n° (stagione)                              | Titolo originale                           | Titolo italiano                                             | Prima TV USA (Disney XD)                   | Prima TV Italia (Disney XD)                | Cod. prod.                                 |
| Episodi introduttivi alla seconda stagione | Episodi introduttivi alla seconda stagione | Episodi introduttivi alla seconda stagione | Episodi introduttivi alla seconda stagione                  | Episodi introduttivi alla seconda stagione | Episodi introduttivi alla seconda stagione | Episodi introduttivi alla seconda stagione |
| ------------------------------------------ | ------------------------------------------ | ------------------------------------------ | ----------------------------------------------------------- | ------------------------------------------ | ------------------------------------------ | ------------------------------------------ |
| 1                                          | 1                                          | Pick up the Pieces                         | Raccogli i pezzi                                            | 27 febbraio 2017                           | 2018                                       | 203                                        |
| 2                                          | 2                                          | Star-Lord vs. MODOK                        | Star-Lord contro MODOK                                      | 28 febbraio 2017                           | 2018                                       | 203                                        |
| 3                                          | 3                                          | Drax Attacks!                              | Gli attacchi di Drax!                                       | 1º marzo 2017                              | 2018                                       | 203                                        |
| 4                                          | 4                                          | Rocket! Groot! Man-Thing!                  | Rocket! Groot! Man-Thing!                                   | 2 marzo 2017                               | 2018                                       | 203                                        |
| 5                                          | 5                                          | Gamora Strikes!                            | Gli strike di Gamora!                                       | 3 marzo 2017                               | 2018                                       | 203                                        |
| 6                                          | 6                                          | Guardians Reunited!                        | Guardiani Riuniti!                                          | 4 marzo 2017                               | 2018                                       | 203                                        |
| Seconda stagione                           |                                            |                                            |                                                             |                                            |                                            |                                            |
| 27                                         | 1                                          | Stayin' Alive                              | Restare vivi                                                | 11 marzo 2017                              | 2018                                       | 201                                        |
| 28                                         | 2                                          | Evolution Rock                             | L'asteroide di Thanos                                       | 11 marzo 2017                              | 2018                                       | 202                                        |
| 29                                         | 3                                          | Lyin' Eyes                                 | Occhi bugiardi                                              | 18 marzo 2017                              | 2018                                       | 204                                        |
| 30                                         | 4                                          | Free Bird                                  | L'uovo misterioso                                           | 25 marzo 2017                              | 2018                                       | 205                                        |
| 31                                         | 5                                          | Girls Just Wanna Have Fun                  | Le ragazze vogliono solo divertirsi                         | 8 aprile 2017                              | 2018                                       | 206                                        |
| 32                                         | 6                                          | Black Helmet Woman                         | La donna col casco nero                                     | 15 aprile 2017                             | 2018                                       | 207                                        |
| 33                                         | 7                                          | Right Place, Wrong Time                    | Posto giusto, momento sbagliato                             | 15 aprile 2017                             | 2018                                       | 208                                        |
| 34                                         | 8                                          | Me and You and a Dog Named Cosmo           | Io, tu e un cane di nome Cosmo                              | 15 aprile 2017                             | 2018                                       | 209                                        |
| 35                                         | 9                                          | Can't Get it Out of My Head                | Non riesco a togliermelo dalla testa                        | 15 aprile 2017                             | 2018                                       | 210                                        |
| 36                                         | 10                                         | Rock Your Baby                             | Culla il tuo bimbo                                          | 15 aprile 2017                             | 2018                                       | 211                                        |
| 37                                         | 11                                         | Symbiote War: Part 1 - Wild World          | La guerra dei simbionti (prima parte) - Mondo selvaggio     | 6 maggio 2017                              | 2018                                       | 214                                        |
| 38                                         | 12                                         | Symbiote War: Part 2 - I Will Survive      | La guerra dei simbionti (seconda parte) - Sopravviverò      | 6 maggio 2017                              | 2018                                       | 215                                        |
| 39                                         | 13                                         | Symbiote War: Part 3 - Thunder Road        | La guerra dei simbionti (terza parte) - La strada del tuono | 6 maggio 2017                              | 2018                                       | 216                                        |
| 40                                         | 14                                         | Back in Black                              | Ritorno in nero                                             | 8 luglio 2017                              | 2018                                       | 217                                        |
| 41                                         | 15                                         | Knights in Black Helmets                   | Cavalieri con gli elmi neri                                 | 8 luglio 2017                              | 2018                                       | 218                                        |
| 42                                         | 16                                         | Nova Me, Nova You                          | Nova io, Nova te                                            | 8 luglio 2017                              | 2018                                       | 219                                        |
| 43                                         | 17                                         | Mr. Roboto                                 | Ja Kyee                                                     | 8 luglio 2017                              | 2018                                       | 220                                        |
| 44                                         | 18                                         | Destroyer                                  | Distruttore                                                 | 6 agosto 2017                              | 2018                                       | 221                                        |
| 45                                         | 19                                         | You Can't Always Get What You Want         | Non si può ottenere sempre quello che si vuole              | 6 agosto 2017                              | 2018                                       | 222                                        |
| 46                                         | 20                                         | I've Seen All Good People                  | Ho visto tutta brava gente                                  | 29 ottobre 2017                            | 2018                                       | 223                                        |
| 47                                         | 21                                         | Another One Bites the Dust                 | Un altro che morde la polvere                               | 29 ottobre 2017                            | 2018                                       | 224                                        |
| 48                                         | 22                                         | It's Tricky                                | Il Tactigon                                                 | 5 novembre 2017                            | 2018                                       | 212                                        |
| 49                                         | 23                                         | You're No Good                             | Tu non sei buono                                            | 12 novembre 2017                           | 2018                                       | 225                                        |
| 50                                         | 24                                         | Behind Gold Eyes                           | Dietro gli occhi d'oro                                      | 12 novembre 2017                           | 2018                                       | 226                                        |
| 51                                         | 25                                         | Unfortunate Son                            | Figlio sfortunato                                           | 3 dicembre 2017                            | 2018                                       | 213                                        |

## Episodi introduttivi alla seconda stagione
Cortometraggi di circa 6 minuti, successivamente racchiusi in un solo episodio intitolato Raccogli i pezzi (Pick up the Pieces) ed inserito come episodio 3 della seconda stagione.

### Raccogli i pezzi
- Titolo originale: Pick up the Piece

Dopo la sconfitta di Thanos, i Guardiani della Galassia trovano la Milano in uno stato di troppo peso a bordo a causa dei souvenir terrestri che ciascuno ha raccolto. Anche quando si liberano dei souvenir, la Milano cade dal cielo.

### Star-Lord contro MODOK
- Titolo originale: Star-Lord vs. MODOK

La Milano si schianta sulla Terra in una palude. Mentre Rocket Raccoon e Groot lavorano per riparare la Milano, Star-Lord, Gamora e Drax escono per ottenere le parti di cui Rocket Raccoon ha bisogno per riparare la nave. Star-Lord deve procurarsi un reattore a fusione, il reattore a fusione è in possesso di MODOK e A.I.M., dopo aver cambiato lavoro con Drax a causa degli scherzi passati di Rocket.

### Gli attacchi di Drax!
- Titolo originale: Drax Attacks!

A un carnevale, Drax cerca un grande orsacchiotto imbottito dopo aver cambiato lavoro con Star-Lord. Partecipa al gioco High striker. Quando si arrabbia al lancio della bottiglia di latte, fa un po' di demolizione sufficiente per far ottenere ai bambini gli animali di peluche.

### Rocket! Groot! Man-Thing!
- Titolo originale: Rocket! Groot! Man-Thing!

Mentre Rocket Raccoon e Groot continuano a riparare la Milano, incontrano l'Uomo Cosa che si scatena sulla loro nave. Mentre il tocco dell'Uomo Cosa immola chiunque venga a contatto con lui, Rocket e Groot devono trovare un modo per sbarazzarsi dell'Uomo Cosa senza bruciarsi.

### Gli strike di Gamora!
- Titolo originale: Gamora Strikes!

Mentre cerca un laser a 300 micrometro di frequenza necessario per riparare la Milano, Gamora arriva ad un arcade con il gioco laser tag. Quando entra nel laser tag, viene in aiuto di un giovane di nome Albert che è vittima di bullismo da tre bambini, che si rivelano essere suoi fratelli, ricordando a Gamora i suoi giorni di allenamento per mano di Thanos, Korath e Nebula.

### Guardiani Riuniti!
- Titolo originale: Guardians Reunited!

Come Star-Lord, Drax e Gamora danno a Rocket e Groot i pezzi di cui hanno bisogno per riparare la Milano, l'Uomo Cosa si ricompone e attacca la Milano. Mentre Rocket e Groot sistemano i motori, Star-Lord, Drax e Gamora combattono contro l'Uomo Cosa. Groot poi scopre che la nave stava perdendo e di conseguenza stava inquinando la palude, il che ha causato gli attacchi dell'Uomo Cosa.

## Restare vivi
- Titolo originale: Stayin' Alive
- Diretto da: James Yang
- Scritto da: Marty Isenberg

### Trama
Dopo che i Guardiani hanno rubato il santuario degli asteroidi di Thanos dai Vendicatori e Capitan America, Ant-Man, Capitan Marvel, Iron Man e Hulk attivano le difese automatizzate dei Vendicatori, i Guardiani della Galassia devono lavorare con i Vendicatori per fermare un satellite e salvare molte vite innocenti.
- Ascolti USA: telespettatori 202 000[3]
- Musica: Sweet Home Alabama di Lynyrd Skynyrd

## L'asteroide di Thanos
- Titolo originale: Evolution Rock
- Diretto da: Jeff Wamester
- Scritto da: Mairghread Scott

### Trama
I Guardiani della Galassia devono lavorare di nuovo con i Vendicatori per salvare la Terra dall'Alto Evoluzionario e dai suoi esperimenti ibridi anche dopo che hanno rapito Rocket Raccoon, Groot e Captain Marvel.
- Ascolti USA: telespettatori 201 000[3]

## Occhi bugiardi
- Titolo originale: Lyin' Eyes
- Diretto da: Jeff Wamester
- Scritto da: Kevin Burke e Chris "Doc" Wyatt

### Trama
Risvegliandosi senza alcun ricordo di quello che è successo al Bar di Starlin su Nowhere, Rocket e Drax scoprono di essere stati derubati delle loro cose e dell'unità dimensionale tascabile in cui si trovava il sarcofago della base dell'asteroide di Thanos. Dopo aver capito che era stato Yondu a fare la rapina attraverso la freccia soporifera di Yondu e lo raggiungon. Yondu dice che ha venduto l'unità tascabile al Broker ad un'asta disonesta. Ora Drax deve infiltrarsi nella casa d'aste mentre tratta con i Fratelli di Sangue, Mantis e i Credenti Universali a cui si è aggiunto come ultimo membro Fauce d'Ebano.
Ascolti USA: telespettatori 177 000

## L'uovo misterioso
- Titolo originale: Free Bird
- Diretto da: James Yang
- Scritto da: Rich Fogel

### Trama
Mentre cercano nel nascondiglio dei Ravagers il sarcofago che Yondu li aveva rubato, i Guardiani della Galassia combattono contro delle trappole mortali dove Groot trova un uovo alieno che prende sotto la sua cura. Due settimane dopo, l'allattamento dell'uovo da parte di Groot inizia a infastidire Star-Lord. Quando sono sull'ultimo nascondiglio dei Ravagers sul pianeta Veros Seven, Star-Lord, Gamora e Groot cadono in una trappola a prova di bomba nel momento in cui la Fauce d'Ebano si presenta per ottenere la posizione del sarcofago dalla loro mente. Inoltre, Fauce d'Ebano riesce a convincere Proxima Midnight e Black Dwarf dalla parte dei Credenti Universali.
- Ascolti USA: telespettatori 250 000[5]
- Musica: Boogie Fever dei The Sylvers

## Le ragazze vogliono solo divertirsi
- Titolo originale: Girls Just Wanna Have Fun
- Diretto da: Jeff Wamester
- Scritto da: Andrew R. Robinson

### Trama
Arrivati a Conjunction, i Guardiani della Galassia sono stati assunti dal Gran Commissario di Rigel per portare la sua figlia ribelle, la Principessa Tana Nile, a Rigel per partecipare al rituale di Rigel chiamato Centering. Quando i Guardiani della Galassia catturarono Tana Nile al club di Lunatik nonostante alcune resistenze da parte di Lunatik, Drax il Distruttore forma un legame con Tana Nile durante il trasporto, ricordandogli sua figlia morta. Inoltre, i Guardiani della Galassia devono occuparsi dei Rigelliani ribelli chiamati gli Empatici guidati da Jukka dove sono in disaccordo con le regole del Gran Commissario.
Ascolti USA: telespettatori